# Das Spiel beginnt!

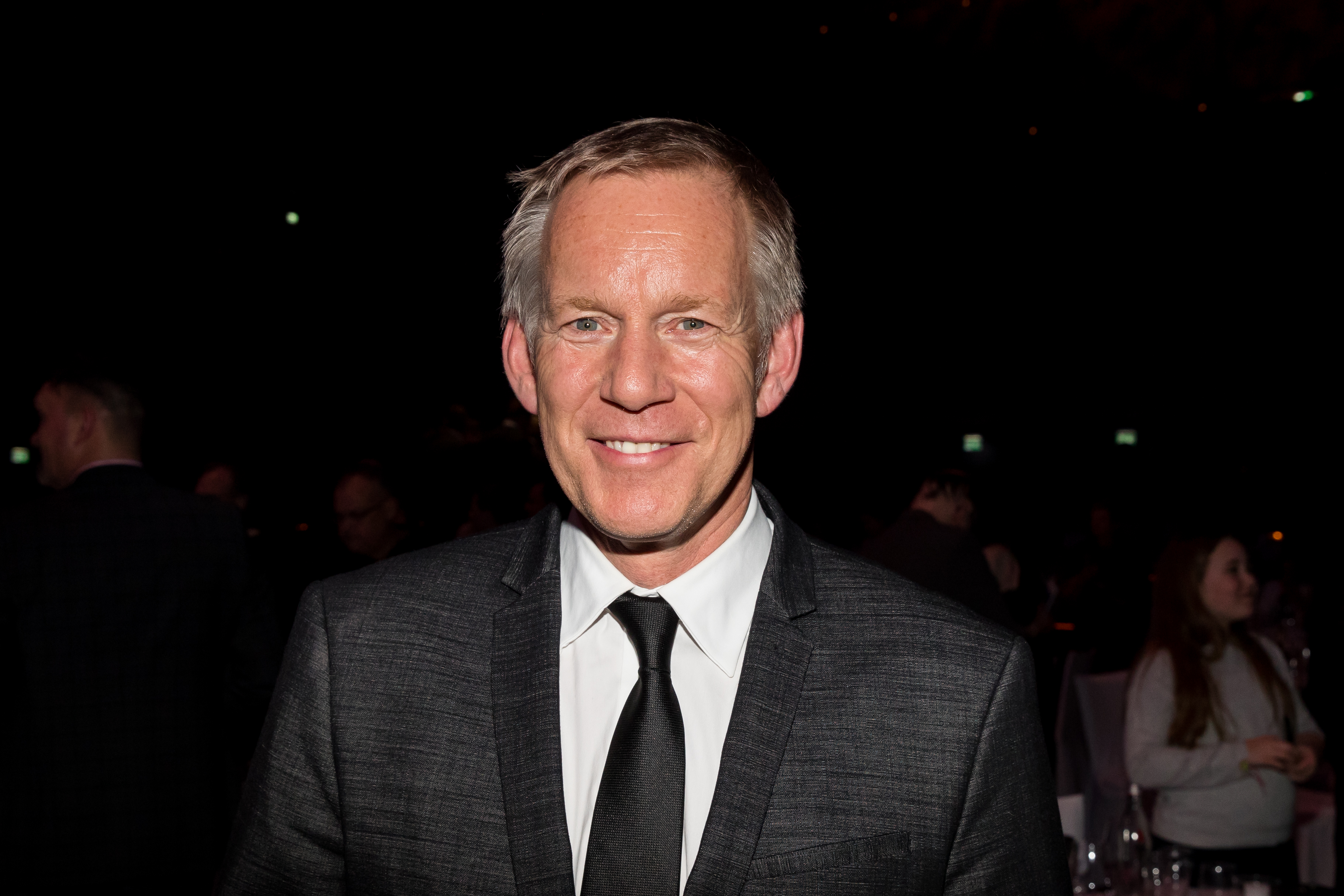
Moderator Johannes B. Kerner

Das Spiel beginnt! war eine deutsche Spielshow, die von 2015 bis 2017 sowie 2020 im ZDF ausgestrahlt wurde. Die etwa drei Stunden dauernde Show wurde von Johannes B. Kerner moderiert, zudem führte von der zweiten bis vierten Ausgabe Faye Montana an seiner Seite durch die Show.

## Konzept
In mehreren Runden spielten prominente Kandidaten verschiedene Gesellschaftsspiele gegen Kinder. Dabei kamen beliebte Klassiker, aber auch neue Trends zum Einsatz. Die Inszenierungen dieser Spiele lehnten sich an das Original an. Am Ende jeder Runde würfelte in den ersten vier Folgen die Co-Moderatorin die Punktzahl, die im jeweiligen Spiel das Siegerteam erhielt, seit Folge fünf ein Mitglied des Gewinnerteams. Seit Dezember 2016 waren die letzten vier Runden Duelle, in denen jeweils ein Kind gegen einen Star antrat. Dabei ging es um die doppelte Punktzahl. Die Punkte erhielten im Finalspiel die Teams in Form von Spielfiguren. Am Ende der Sendung wurden den Kandidaten des Gewinnerteams ihre Wünsche erfüllt.
Im April 2020 gab es eine Spezialausgabe anlässlich der COVID-19-Pandemie. Dabei spielten vier prominente Zweier-Teams, bestehend aus einer Familie oder einem Paar, gegeneinander. Neben Gesellschaftsspielen gab es auch Spiele, die mit Haushalts-Gegenständen gespielt werden. Das Siegerteam bekam 15.000 Euro für einen guten Zweck.

## Co-Moderation
- Emma Schweiger (Folge 1)
- Faye Montana[1] (Folge 2 bis 4)

## Ausgaben
Das Gewinnerteam der jeweiligen Sendung ist grün hinterlegt.
| Folge | Datum         | Team Stars | Team Kinder | Showacts / Unterstützung Kinder | Spiele |
| ----- | ------------- | --- | --- | --- | --- |
| 1     | 7. März 2015  | - Bülent Ceylan - Veronica Ferres - Hans Sigl - Kostja Ullmann                                                                                | - Lilly - Klara - Johan - Roman | - Nena | - Spiel 1: Spitz, pass auf! - Spiel 2: Memory - Spiel 3: Halli Galli - Spiel 4: Make ’n’ Break - Spiel 5: Mikado - Spiel 6: Bumm Bumm Ballon - Spiel 7: Looping Louie - Spiel 8: Trivial Pursuit - Spiel 9: Rush Hour - Spiel 10: 4 gewinnt - Final-Spiel: Hüpf mein Hütchen        |
| 2     | 19. Dez. 2015 | - Wolfgang Bosbach - Jens Lehmann - Conny Lehmann - Smudo - Michael Kessler                                                                   | - Elsbeth - Maximilian - Karla - Connor | - Silbermond - Ehrlich Brothers | - Spiel 1: Senso - Spiel 2: Meisterwerke - Spiel 3: Baffle Box - Spiel 4: Hamsterrolle - Spiel 5: Lotti Karotti - Spiel 6: Ubongo - Spiel 7: Mühle - Spiel 8: Diego Drachenzahn - Spiel 9: Stadt, Land, Fluss - Spiel 10: Mastermind - Final-Spiel: Matchball                       |
| 3     | 19. März 2016 | - Walter Sittler - Judith Rakers - Oliver Pocher - Tim Mälzer                                                                                 | - Enie - Eray - Kim - Annika | - Rea Garvey - Peter Maffay und Uwe Ochsenknecht                                                                                              | - Spiel 1: Labyrinth - Spiel 2: Looping Louie - Spiel 3: Memory - Spiel 4: Lift it - Spiel 5: Packesel - Spiel 6: Lotti Karotti - Spiel 7: Zoowaboo - Spiel 8: Hamsterrolle - Spiel 9: Dobble - Spiel 10: Eselsbrücke - Final-Spiel: Hüpf mein Hütchen                              |
| 4     | 10. Sep. 2016 | - Rolando Villazón - Annette Frier - Carmen Nebel - Max Giermann                                                                              | - Joelina - Trixi Janson - Max - Matteo | - Laura Ludwig | - Spiel 1: Fauna - Spiel 2: Boom Boom Balloon - Spiel 3: Gobblet Mampfer - Spiel 4: Geistesblitz - Spiel 5: Pie Face - Spiel 6: Murmelmikado - Spiel 7: Münzen werfen - Spiel 8: Von Punkt zu Punkt - Spiel 9: 4 gewinnt - Spiel 10: Basketball-Duell - Final-Spiel: Spiral-Billard |
| 5     | 28. Dez. 2016 | - Boris Becker - Manuela Schwesig - Franziska van Almsick - Horst Lichter - Paul Panzer - Jorge González                                      | - Emmie Lee - Linda - Lukas - Oskar | - Lina Larissa Strahl und Lisa-Marie Koroll                                                                                                   | - Spiel 1: Kroko Doc - Spiel 2: Memory - Spiel 3: Sauschwer - Spiel 4: Ubongo - Spiel 5: Activity - Spiel 6: Lotti Karotti - Spiel 7: Dobble - Spiel 8: Trivial Pursuit - Spiel 9: Autorennen - Spiel 10: Jungle Speed - Final-Spiel: Hüpf mein Hütchen                             |
| 6     | 11. März 2017 | - Olaf Schubert - Inka Bause - Uschi Glas - Fabian Hambüchen - Sasha                                                                          | - Sophia - Isabella - Bela - Max | - Dagi Bee | - Spiel 1: Bop it! - Spiel 2: Spitz, pass auf! - Spiel 3: Rush Hour - Spiel 4: Zoowaboo - Spiel 5: Stadt, Land, Fluss - Spiel 6: Fauna - Spiel 7: Geistesblitz - Spiel 8: Gobblet Mampfer - Spiel 9: Halli Galli - Spiel 10: Elefun - Final-Spiel: Matchball                        |
| 7     | 27. Dez. 2017 | - Maria Furtwängler - Chris Tall - David Garrett - Wigald Boning - Michelle Hunziker                                                          | - Lenn - Louis - Julia - Nele | - Rosa Meinecke und Laila Meinecke | - Spiel 1: Kroko Doc - Spiel 2: Ubongo - Spiel 3: Boom Boom Balloon - Spiel 4: Memory - Spiel 5: Sauschwer - Spiel 6: Lotti Karotti - Spiel 7: Trivial Pursuit - Spiel 8: Basketball-Duell - Spiel 9: Stich! - Spiel 10: Dobble - Final-Spiel: Hüpf mein Hütchen                    |
| Folge | Datum         | Teams | Teams | Teams | Spiele |
| 8     | 22. Apr. 2020 | - Til Schweiger und Luna Schweiger - Bettina Zimmermann und Kai Wiesinger - Verona Pooth und San Diego Pooth - Amira Pocher und Oliver Pocher | - Til Schweiger und Luna Schweiger - Bettina Zimmermann und Kai Wiesinger - Verona Pooth und San Diego Pooth - Amira Pocher und Oliver Pocher | - Til Schweiger und Luna Schweiger - Bettina Zimmermann und Kai Wiesinger - Verona Pooth und San Diego Pooth - Amira Pocher und Oliver Pocher | - Spiel 1: Stadt, Land, Fluss - Spiel 2: Balanceakt - Spiel 3: Ubongo - Spiel 4: Klammern - Spiel 5: Memory - Spiel 6: Balla Balla - Spiel 7: Dobble - Spiel 8: Teelicht-Curling - Final-Spiel: Hüpf mein Hütchen                                                                   |

## Quoten
| Folge | Datum         | Zuschauer | Zuschauer       | Marktanteil | Marktanteil     |
| Folge | Datum         | Gesamt    | 14 bis 49 Jahre | Gesamt      | 14 bis 49 Jahre |
| ----- | ------------- | --------- | --------------- | ----------- | --------------- |
| 1     | 7. März 2015  | 4,62 Mio. | 1,25 Mio.       | 16,4 %      | 12,6 %          |
| 2     | 19. Dez. 2015 | 3,38 Mio. | 0,69 Mio.       | 11,4 %      | 06,7 %          |
| 3     | 19. März 2016 | 3,80 Mio. | 0,85 Mio.       | 13,5 %      | 09,2 %          |
| 4     | 10. Sep. 2016 | 2,72 Mio. | 0,59 Mio.       | 11,4 %      | 07,6 %          |
| 5     | 28. Dez. 2016 | 4,33 Mio. | 1,02 Mio.       | 14,2 %      | 09,6 %          |
| 6     | 11. März 2017 | 3,52 Mio. | 0,81 Mio.       | 11,7 %      | 08,2 %          |
| 7     | 27. Dez. 2017 | 3,74 Mio. | 0,89 Mio.       | 12,4 %      | 09,6 %          |
| 8     | 22. Apr. 2020 | 3,63 Mio. | 0,85 Mio.       | 11,4 %      | 07,6 %          |

## Kritik
Antje Hildebrandt von Die Welt urteilte nach der ersten Sendung, dass das Showkonzept „schon auf dem Papier nicht besonders originell“ geklungen habe. Kerner habe „die Zuschauer mit einem Cocktail aus abgedroschenen Phrasen (…) und einer künstlich aufgedrehten Heiterkeit, die sich den Kindern förmlich anbiederte“ genervt. Zudem habe er seine Co-Moderatorin Emma Schweiger wie eine „Studio-Palme“ behandelt: Sie habe „wie bestellt und nicht abgeholt auf der Bühne herum[gestanden]“ und wusste wohl „selber nicht so recht, was sie in der Sendung verloren hatte“.
Frank Lübberding lobte die Sendung für die FAZ und hält sie für „so gelungen altmodisch, weil es allem widerspricht, was die Fernsehkritik ansonsten verlangt“. Er schreibt der Sendung einen Mitmachfaktor zu, dem sich „sogar die Teenager, die ansonsten alles für langweilig halten, was Eltern an Vorschlägen auf Lager haben“ nicht entziehen könnten.